# الیسما واهلنبرگی
الیسما واهلنبرگی (نام علمی: Alisma wahlenbergii) نام یک گونه از تیره قاشق‌واشیان است.